# برونو هنريكي دا سيلفا سوزا
برونو هنريكي دا سيلفا سوزا (بالبرتغالية: Bruno Henrique da Silva Souza‏) هو لاعب كرة قدم برازيلي في مركز الدفاع، ولد في 10 سبتمبر 1988 في لوندرينا في البرازيل. لعب مع نادي أفاي لكرة القدم ونادي بارانا.

## وصلات خارجية
- برونو هنريكي دا سيلفا سوزا على موقع قاعدة بيانات كرة القدم.إي يو (الإنجليزية)